# Call You Mine
Singles par The Chainsmokers
Do You Mean
(2019) Takeaway (en)
(2019)
Singles par Bebe Rexha
Last Hurrah
(2019) Harder (en)
(2019)
Call You Mine est une chanson du duo de disc jockeys américains The Chainsmokers et de la chanteuse américaine Bebe Rexha sortie le 31 mai 2019. Elle est issue de World War Joy (en), le troisième album studio de The Chainsmokers.

## Clip vidéo
Le clip vidéo de Call You Mine est sorti le 31 mai 2019.
Pendant la cérémonie des MTV Video Music Awards 2019, il remporte le prix de la meilleure vidéo dance.

## Classements et certifications
| Classement (2019)                              | Meilleure position |
| ---------------------------------------------- | ------------------ |
| Allemagne (GfK Entertainment)                  | 55                 |
| Allemagne (Top 20 Dance-Charts)                | 8                  |
| Australie (ARIA)                               | 26                 |
| Autriche (Ö3 Austria Top 40)                   | 32                 |
| Belgique (Flandre Ultratip Bubbling Under 100) | 4                  |
| Belgique (Wallonie Ultratip Bubbling Under 50) | 10                 |
| Canada (Hot 100)                               | 42                 |
| Canada (CHR/Top 40)                            | 25                 |
| Canada (Digital Songs)                         | 50                 |
| Canada (Hot AC)                                | 38                 |
| États-Unis (Hot 100)                           | 56                 |
| États-Unis (Dance/Mix Show Airplay)            | 15                 |
| États-Unis (Digital Songs)                     | 13                 |
| États-Unis (Hot Dance/Electronic Songs)        | 2                  |
| États-Unis (Pop Airplay)                       | 22                 |
| Hongrie (Stream Top 40)                        | 11                 |
| Irlande (IRMA)                                 | 23                 |
| Japon (Hot 100)                                | 99                 |
| Lettonie (LAIPA)                               | 13                 |
| Lituanie (AGATA)                               | 13                 |
| Mexique (Mexico Ingles Airplay (en))           | 34                 |
| Norvège (VG-lista)                             | 22                 |
| Nouvelle-Zélande (RMNZ)                        | 32                 |
| Pays-Bas (Nederlandse Top 40)                  | 23                 |
| Pays-Bas (Single Top 100)                      | 61                 |
| Roumanie (Airplay 100)                         | 83                 |
| Royaume-Uni (UK Singles Chart)                 | 50                 |
| Singapour (RIAS (en))                          | 6                  |
| Slovaquie (IFPI Rádio)                         | 32                 |
| Slovaquie (IFPI Singles Digitál)               | 17                 |
| Suède (Sverigetopplistan)                      | 37                 |
| Suisse (Schweizer Hitparade)                   | 42                 |
| Tchéquie (IFPI Rádio)                          | 84                 |
| Tchéquie (IFPI Singles Digitál)                | 19                 |

| Classement (2019)                        | Position |
| ---------------------------------------- | -------- |
| Australie (ARIA Dance)                   | 16       |
| États-Unis (Dance/Electronic Songs (en)) | 8        |

| Classement (2010-2019)                   | Position |
| ---------------------------------------- | -------- |
| États-Unis (Dance/Electronic Songs (en)) | 46       |

| Région | Certification | Ventes/Streams |
| --- | ------------- | -------------- |
| Australie (ARIA) | Platine       | 70 000‡        |
| États-Unis (RIAA) | Platine       | 1 000 000‡     |
| Pologne (ZPAV) | Or            | 10 000*        |
| *Ventes selon la certification ^Mise en rayon selon la certification xNon précisé par la certification ‡ventes/streaming selon la certification |               |                |